# Strymon albatus
Strymon albatus is een vlinder uit de familie van de Lycaenidae. De wetenschappelijke naam van de soort werd als Thecla albata in 1865 gepubliceerd door Felder & Felder.

## Synoniemen
- Thecla sedecia Hewitson, 1874